# Intel Software Network
Intel® Software Network (ISN) – “Сообщество разработчиков программного обеспечения”, постоянно действующая международная программа корпорации Intel поддержки независимых распространителей программного обеспечения для помощи в разработке приложений, ориентированных на использование аппаратуры и программных продуктов Intel. ISN включает в себя множество форм поддержки: Интернет-порталы на многих языках мира (с базами знаний, форумами и блогами), конференции разработчиков, встречи со специалистами Intel, конкурсы с ценными призами, учебно-образовательные программы и т.д.
Особое внимание уделяется таким передовым технологиям, как технологии эффективного использования многоядерных процессоров, вычислительных кластеров, суперкомпьютеров, 64-битной архитектуры и поддержке этих технологий программными продуктами Intel, такими как TBB, Intel Parallel Studio, компиляторы Intel (Intel Fortran Compiler и Intel C++ Compiler), инструменты анализа производительности программ (VTune) и библиотеки (Integrated Performance Primitives, MKL).

## Интернет-порталы ISN
- Американский
- Российский